# حيرام بوند
حيرام بوند (بالإنجليزية: Hiram Bond)‏ هو قاضي أمريكي، ولد في 1838، وتوفي في 1906.